# Dendronephthya florida
Dendronephthya florida is een zachte koraalsoort uit de familie Nephtheidae. De koraalsoort komt uit het geslacht Dendronephthya. Dendronephthya florida werd in 1791 voor het eerst wetenschappelijk beschreven door Esper. 